# Галай Марія Ігорівна
Марія Ігорівна Галай (рос. Мария Игоревна Галай; нар. 14 жовтня 1992, Омськ, Росія) — російська футболістка, захисниця московського «Локомотива» та національної збірної Росії.

## Життєпис
Народилася у спортивній сім'ї, футболом захопилася у віці 9 років та грала за шкільну команду. З 13 років займалася в СДЮСШОР РЦПФ «Іртиш», перший тренер — Є. Н. Іванова. Виступала у великому футболі та міні-футболі. Неодноразово вигравала Кубок Уралу та Західного Сибіру з міні-футболу, ставала чемпіонкою МРО Уралу та Західного Сибіру, а також срібним призером Кубку Євразії. У 2009 році у складі омського «Іртиша» стала бронзовим призером чемпіонату Росії у першому дивізіоні.
У 2012-2018 роках грала за клуб «Зірка-2005» (Перм), провела понад 60 матчів у вищій лізі. У складі «Зірки-2005» здобула Кубок Росії (2013, 2015, 2016), ставала чемпіонкою (2014, 2015, 2017), срібною (2013, 2016) та бронзовою (2018) медалісткою.
У 2019 році перейшла до клубу чемпіонату Білорусі «Мінськ». У першому сезоні стала чемпіонкою, володаркою Кубку та Суперкубку Білорусі. У 2020 році знову виборола Суперкубок країни, а також стала віце-чемпіонкою та фіналісткою Кубку Білорусі.
2021 року повернулася до Росії і приєдналася до московського «Локомотива». Володарка Суперкубку Росії 2021 року, чемпіонка Росії 2021 року.
Марія виступала у складі молодіжної збірної Росії, залучалася до навчально-тренувального збору 2009 року в Сочі. 2010 року виступала за збірну Омської області на «Кубанській весні». У складі студентської збірної Росії виборола бронзову медаль літньої Універсіади 2017 року.
За основну збірну Росії дебютувала 23 листопада 2017 року у матчі проти Бельгії. 5 квітня 2018 року відзначилася першим голом за збірну, відзначившись у матчі проти збірної Боснії та Герцеговини та реалізувала вихід віч-на-віч (підсумкова перемога 6:1). 2021 року після дворічної перерви повернулася до складу збірної.

### Голи за збірну
| №  | Дата          | Місце                                                                     | Суперник             | Рахунок | Результат | Змагання                           |
| -- | ------------- | ------------------------------------------------------------------------- | -------------------- | ------- | --------- | ---------------------------------- |
| 1. | 5 квітня 2018 | Тренувальний центр ФА Боснії та Герцеговини, Зениця, Боснія і Герцеговина | Боснія і Герцеговина | 2–1     | 6–1       | кваліфікація чемпіонату світу 2019 |